# Roman Vlad
Roman Vlad (Tsjernivtsi, 29 december 1919 – Rome, 21 september 2013) was een Italiaanse (film)componist, pianist en musicoloog van Roemeense afkomst.

## Leven en werk

### Afkomst en opleiding
Vlad werd geboren in Tsjernivtsi dat toen deel uitmaakte van het koninkrijk Roemenië. Hij behaalde daar het diploma in fortepiano. Daarna, in 1938, trok hij naar Rome waar hij studeerde aan de Accademia Nazionale di Santa Cecilia bij Alfredo Casella. Hij volgde in Rome ook lessen aan de Universiteit Sapienza.

### Eerste muzikale stappen
In 1941 verzorgde hij al de muziek voor de korte kunstdocumentaire Racconto da un affresco (debuut van Luciano Emmer) over de frescocyclus van Giotto in de Cappella degli Scrovegni in Padua.  Een jaar later, op drieëntwintigjarige leeftijd, won hij de prestigieuze Roemeense Enescu-muziekprijs met zijn Sinfonietta.

### Doorbraak
Na de Tweede Wereldoorlog verwierf Vlad internationale faam, op de eerste plaats als componist en concertist. Hij ontpopte zich  echter ook tot een begenadigd musicoloog-essayist en spreker. Hij was een groot kenner van de muziek van de twintigste eeuw, ook van de dodecafonie. In 1951 werd hij Italiaans staatsburger.
Vlad was een eclectische componist: hij schreef symfonieën, opera's, kamermuziek, filmmuziek en toneelmuziek.

### Filmmuziek
Vlad schreef muziek voor zo'n vijftig films. Zijn eerste opdracht betrof het historisch drama Eugenia Grandet (1947). Daarna volgden twee Franse klassiekers: het met de Oscar voor beste internationale film gelauwerde drama Le mura di Malapaga (1949) en La Beauté du diable (1950), een van René Clairs talrijke tragikomedies. 
Deze film luidde het decennium in waarin Vlad het actiefst filmmuziek componeerde: tijdens de jaren vijftig (en het begin van de jaren zestig) leverde hij een kleine veertig soundtracks af, hoofdzakelijk voor Italiaanse films bestemd voor de binnenlandse markt. 
Hij werkte meermaals voor twee vertegenwoordigers van het Italiaans neorealisme. Luciano Emmer vroeg Vlad nog meerdere keren, onder meer voor Domenica d'agosto (1950), een tragikomedie die werd opgenomen in de lijst 1942-1978 100 film italiani da salvare en Renato Castellani vroeg hem onder meer voor het drama Giulietta e Romeo (1954) die de Gouden Leeuw won op het Filmfestival van Venetië.
In 1958 verzorgde hij de filmmuziek van drie belangrijke Franse en Italiaanse films: het in Napels gesitueerde camorradrama La sfida (1958), het debuut van de toekomstige grootmeester van de politiek geïnspireerde film Francesco Rosi, het drama La legge van Jules Dassin en Alexandre Astrucs op Guy de Maupassants gelijknamige roman gebaseerd drama Une vie.

### Functies
- Vlad was artistiek directeur van de Academia Filarmonica Romana tussen 1955 en 1958 en tussen 1966 en 1969.
- Tussen 1973 en 1989 was hij artistiek directeur van het RAI Radiotelevisione Italiana Symphony Orchestra van Turijn.
- Hij was eveneens artistiek directeur van La Scala tussen 1994 en 1997.
- Hij werd regelmatig om artistiek advies gevraagd voor de meest gerenommeerde Italiaanse en internationale muziekfestivals.

### Privéleven
Vlad was gedurende meer dan zestig jaar gehuwd met Licia Borrelli, een befaamde kunsthistorica en archeologe. Borrelli gaf hem twee zonen: Alessio, een componist en dirigent, en Gregorio, een plasmafysicus.
Vlad overleed in 2013 op 93-jarige leeftijd. 

## Filmografie (ruime selectie)
- 1947 - Eugenia Grandet (Mario Soldati) (met Renzo Rossellini)
- 1949 - Le mura di Malapaga (Au-delà des grilles) (René Clément)
- 1949 - La sposa non può attendere (Anselmo ha fretta) Gianni Franciolini)
- 1950 - La Beauté du diable (René Clair)
- 1950 - Donne senza nome (Géza von Radványi)
- 1950 - Domenica d'agosto (Luciano Emmer)
- 1951 - Incantesimo tragico (Oliva) (Mario Sequi)
- 1951 - Parigi è sempre Parigi (Luciano Emmer)
- 1952 - Ho scelto l'amore (Mario Zampi)
- 1953 - Rivalità (Giuliano Biagetti)
- 1953 - Cavallina storna (Giulio Morelli)
- 1953 - Giulietta e Romeo (Renato Castellani)
- 1954 - Gli eroi dell'artide (Luciano Emmer)  (documentaire)
- 1954 - I tre ladri (Lionello De Felice)
- 1955 - Non c'è amore più grande (Giorgio Bianchi)
- 1954 - Camilla (Luciano Emmer) (met Carlo Innocenzi)
- 1956 - Mio zio Giacinto (Pepote) (Ladislao Vajda)
- 1956 - I sogni nel cassetto (Renato Castellani)
- 1956 - I giorni più belli (Mario Mattoli)
- 1956 - Lauta mancia (Fabio De Agostini)
- 1956 - Una pelliccia di visone (Glauco Pellegrini)
- 1956 - Kean - Genio e sregolatezza (Vittorio Gassman)
- 1957 - Paradiso terrestre (Luciano Emmer) (documentaire)
- 1957 - I vampiri (Riccardo Freda)
- 1958 - La legge (Jules Dassin)
- 1958 - Une vie (Alexandre Astruc)
- 1958 - La sfida (Francesco Rosi)
- 1959 - Nella città l'inferno (Leandro Castellani)
- 1959 - Il figlio del corsaro rosso (Primo Zeglio)
- 1959 - Geheimaktion schwarze Kapelle (Ralph Habib)
- 1959 - Caltiki, il mostro immortale (Riccardo Freda) (met Roberto Nicolosi)
- 1960 - Il mistero dei tre continenti (Die Herrin der Welt) (William Dieterle)
- 1961 - La ragazza in vetrina (Luciano Emmer)
- 1961 - Un figlio d'oggi (Marino Girolami)
- 1961 - Ursus (Carlo Campogalliani)
- 1962 - L'orribile segreto del dr. Hichcock (Riccardo Freda)
- 1964 - Controsesso (anthologiefilm, episode Una donna d'affari van Renato Castellani)
- 1966 - La Fantarca (muziekfilm voor televisie) (Vittorio Cottafavi)
- 1971 - La vita di Leonardo Da Vinci (Renato Castellani) (televisieminiserie)
- 1982 - Verdi (Renato Castellani) (televisieminiserie)
- 1988 - Il giovane Toscanini (Franco Zeffirelli)

## Belangrijkste werken

### Symfonische muziek
- Suite su canti natalizi della Transilvania
- Meditazioni sopra un antico canto russo
- Musica per archi (Meloritmi)
- Concerto per pianoforte e orchestra ‘'Variazioni concertanti su una serie dodecafonica del Don Giovanni di Mozart'’
- Concerto per chitarra e orchestra ‘'Ode super Chrysaea Phorminx'’
- Concerto per arpa e orchestra ‘'Musica concertata (sonetto a Orfeo)'’
- Concerto italiano (2012)

### Balletten
- La strada del caffè
- La dama delle camelie
- Il gabbiano
- Die Wederkehr

### Kamermuziek (selectie)
- Serenata (twaalf instrumenten)
- Divertimento (elf instrumenten)
- Studi dodecafonici (piano) (1943)
- Tre poesie di Montale (bariton en piano) (1976)
- Melodia variata (viool) (1989)
- Opus triplex (piano) (2004)

### Toneelmuziek
- 1947 - La fiera delle maschere van Vito Pandolfi en Luigi Squarzina  22 agosto 1947.
- 1951 - Intermezzo van Jean Giraudoux

## Prijzen en onderscheidingen

### Prijzen
- 1942 - Enescu-prijs voor Sinfonietta
- 1950 - Nastro d'argento voor beste partituur: voor al zijn filmmuziek tot 1950

### Onderscheidingen
- 1991 - lid van de Koninlijke Academie voor Wetenschappen, Letteren en Schone Kunsten van België
- 1993 - Commandeur in de Orde van Kunsten en Letteren van Frankrijk
- 1995 - Medaglia ai benemeriti della cultura e dell'arte

## Musicologische publicaties
- Modernità e tradizione nella musica contemporanea, Torino, Einaudi, 1955
- Luigi Dallapiccola, Milano, Suvini Zerboni, 1957
- Strawinsky, Torino, Einaudi, 1958
- Storia della dodecafonia, Milano, Suvini Zerboni, 1958
- Introduzione alla civiltà musicale, Bologna, Zanichelli, 1988
- Capire la musica, Firenze, Giunti, 1989
- Architettura di un capolavoro. Analisi della Sagra della primavera di Igor Stravinsky, Torino, BMG Publications, 2005
- Vivere la musica: un racconto autobiografico, a cura di Vittorio Bonolis e Silvia Cappellini, Torino, Einaudi, 2011